# La Meilleraye-de-Bretagne

La Meilleraye-de-Bretagne este o comună în departamentul Loire-Atlantique, Franța. În 2009 avea o populație de 1,307 de locuitori.